# イゲンスドルフ
イゲンスドルフ (ドイツ語: Igensdorf)は、ドイツ連邦共和国バイエルン州オーバーフランケン行政管区のフォルヒハイム郡に属する市場町。
イゲンスドルフは、ニュルンベルクの入り口から約20km北東に位置する、発展しつつある地域である。現在のイゲンスドルフは、バイエルン州の自治体再編の時代に、それまで独立した自治体であった5つの町村が合併してできた。イゲンスドルフ、ダハシュタット、ポンマー、リュッセルバッハ、ペッテンジーデルおよびシュテカッハである。インフラストラクチャーはよく整備されている。この町には、近年新しい工業地域が設けられた。また、イゲンスドルフには、大きな果実市場のある、広大なサクランボ栽培地が広がっている。イゲンスドルフは、8月のイゲンスドルフ市場の日や、最近では、6月のイゲンスドルフ太陽光とエネルギーの日でも地域を越えてその名を知られている。

## 歴史
1109年4月14日に、イゲンスドルフは、 部族指導者の名 "Dieto"にちなんだ名"Diedungsdorf"として文献上に初めて現れる。この文献は、教皇パスカリス2世が発したヴァイセノーエの寄進に関する確認の勅書である。1804年1月30日にイゲンスドルフは、プロイセン領となり、その拠点バイアースドルフに組み込まれた。この村はその後、ナポレオン軍を経て1807年にはバイエルン王国領となった。1809年から1811年までは一時的にオーストリア帝国領となるが、再びバイエルンに戻された。1862年以降、イゲンスドルフは、フォルヒハイムの管理下に置かれた。

## 地理

### 位置

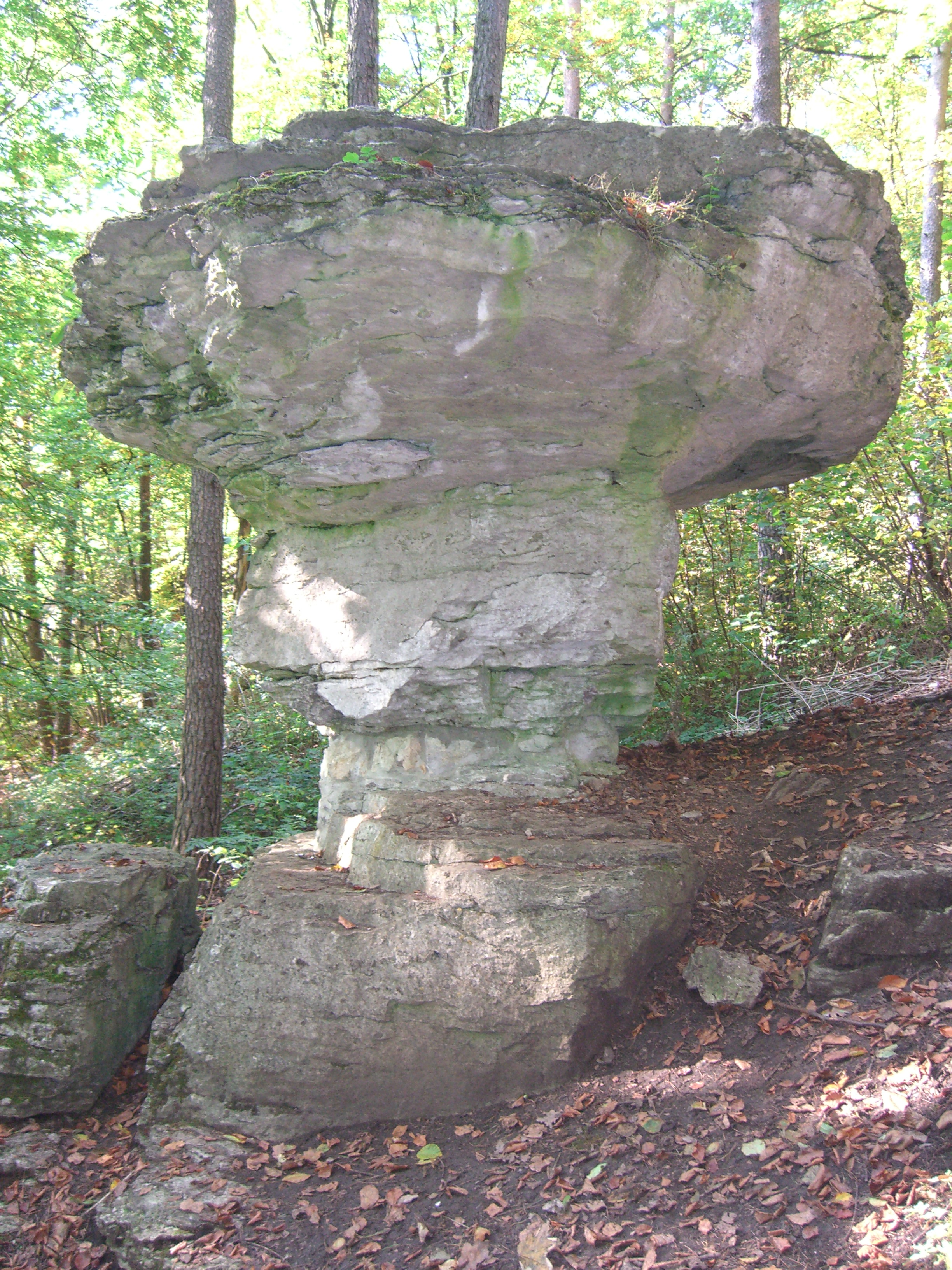
『悪魔のテーブル』

イゲンスドルフの町域は、フレンキシェ・アルプの周縁部にあたり、シュヴァーバッハ川、リルラハ川およびリュッセルバッハ川の渓谷によって構成される。最高地点は、ヘッツレス（海抜549m）、天然記念物『トイフェルスティシュ』（『悪魔のテーブル』、テーブル型の岩）のあるエバーハルツベルク（海抜533m）、ミッテルドルファー・ベルク（海抜507m）である。最低地点は、オーバー・シュヴァーバッハ浄水場付近の海抜314mである。

### 自治体の構成
この町は、公式には25の地区 (Ort) からなるこのうち孤立農場などを除く集落を以下に列記する。
| - アッファルターバッハ - ダッハシュタット - エトラスヴィント - イゲンスドルフ - キルヒリュッセルバッハ | - レッテン - ミッテルドルフ - ミッテルリュッセルバッハ - オーバーリンデルバッハ - オーバーリュッセルバッハ | - ペッテンジーデル - ポンマー - シュテッカハ - ウンターリンデルバッハ - ウンターリュッセルバッハ |

## 行政

### 議会

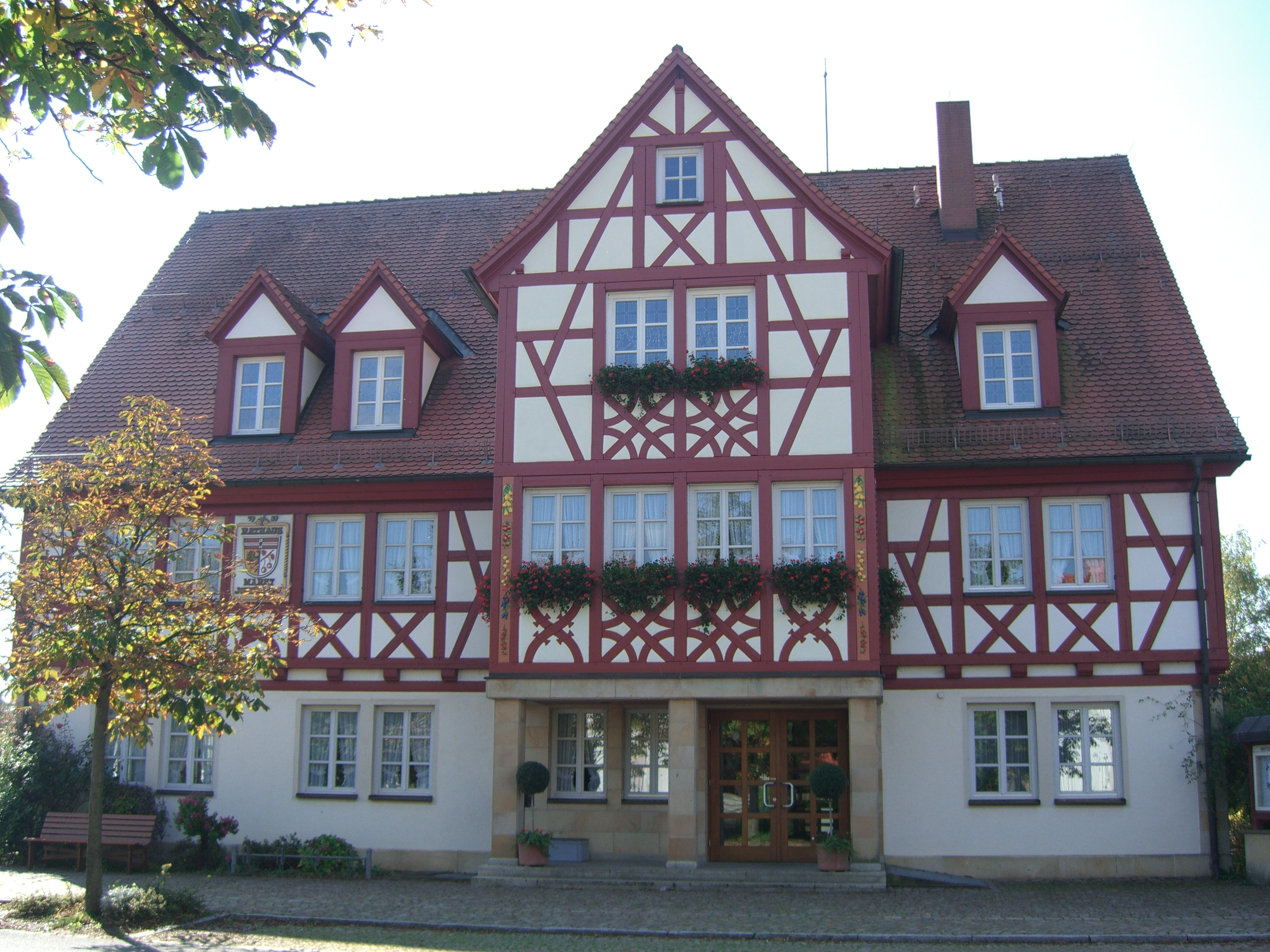
町役場

イゲンスドルフの議会は、首長を含め17議席である。

### 紋章
紋章の図柄: 最上部は赤地で地を貫く銀の十字。その下部は左右に分割される。向かって左は、分割線で半分になった黒い鷲、向かって右側は、銀地に2枚の葉がある枝についた2つのサクランボ。

## 文化と見所
イゲンスドルフには、歌唱・音楽学校がある。毎年、『イゲンスドルフの文化の夏』が開催され、クラシック音楽を主とする多くのコンサートが開かれる。見所は、1687年に建設され、2006年に修復された聖ゲオルク教会の、特に内部の調度である。

## 経済と社会資本

### 交通
この町は、連邦道B2号および鉄道グレーフェンベルク線沿いに位置している。イゲンスドルフで、フォルヒハイムへ向かう州道2246号が分岐する。

## 引用
1. ↑  https://www.statistikdaten.bayern.de/genesis/online?operation=result&code=12411-003r&leerzeilen=false&language=de Genesis-Online-Datenbank des Bayerischen Landesamtes für Statistik Tabelle 12411-003r Fortschreibung des Bevölkerungsstandes: Gemeinden, Stichtag (Einwohnerzahlen auf Grundlage des Zensus 2011)
2. ↑  Bayerische Landesbibliothek Online